# Faljerilmolen
De Faljerilmolen is een wipmolen op het eiland Faljeril in de Kagerplassen te Warmond. De molen, eigenlijk een weidemolen, is eigendom van de Rijnlandse Molenstichting die hem voor f 1,50 kocht van de vorige eigenaar. In 2007 is de waterloop hersteld, zodat de molen weer kan malen. Hij is, zoals de meeste weidemolens, uitgerust met een centrifugaalpomp.
De molen heeft de status van rijksmonument.

## Geschiedenis
Het ontwerp van de molen is van A.J. Dekker uit Leiden. Hij werd in 1935 door molenmaker G. Sepers te Hazerswoude gebouwd om het eiland te bemalen. Naderhand is de bemaling overgenomen door een vijzel met elektromotor.